# 益都县
益都县，中国古旧县名。
西汉元朔二年（前127年）封菑川懿王子刘胡为益都侯，益都侯国治所在今山东省寿光市北。元凤三年（前78年）废。置广县，属齐郡。三国曹魏复置，治所在今寿光市南。属齐国。晋朝时，属东莞郡。刘宋改置益都县，属齐郡。北魏因之。北齐天保七年（556年）移治于东阳城，即今青州市。为青州、齐郡治。隋朝大业时，为北海郡治。唐朝、宋朝为青州治。金朝为益都府治。元朝时，为益都路治。明、清为青州府治。1913年废府留县。属山东省。1986年改设青州市。 